# Cantonul Sotteville-lès-Rouen-Est
Cantonul Sotteville-lès-Rouen-Est este un canton din arondismentul Rouen, departamentul Seine-Maritime, regiunea Haute-Normandie, Franța.

## Comune
- Saint-Étienne-du-Rouvray (parțial)
- Sotteville-lès-Rouen (parțial, reședință)